# 美國陸軍聯合兵種中心
美國陸軍聯合兵種中心（英語：U.S. Army Combined Arms Center，一般縮寫為「USACAC」）是美國陸軍位於堪萨斯州莱文沃思堡的一個機構，自1973年7月1日成立至今。